# Euproctoides katanga
Euproctoides katanga är en fjärilsart som beskrevs av Collenette 1960. Euproctoides katanga ingår i släktet Euproctoides och familjen tofsspinnare. Inga underarter finns listade i Catalogue of Life.